# بوغاتي شيرون
بوغاتي شيرون هي سيارة كوبيه رياضية من صناعة بوغاتي أنتجت في 2016. تم تجميعها في بلدية مولشيم الفرنسية.